# Crucey-Villages
Crucey-Villages és un municipi francès, situat al departament de l'Eure i Loir i a la regió de Centre – Vall del Loira. L'any 2007 tenia 512 habitants.

## Demografia

### Població
El 2007 la població de fet de Crucey-Villages era de 512 persones. Hi havia 187 famílies, de les quals 32 eren unipersonals (20 homes vivint sols i 12 dones vivint soles), 57 parelles sense fills, 90 parelles amb fills i 8 famílies monoparentals amb fills.
La població ha evolucionat segons el següent gràfic:
Habitants censats

### Habitatges
El 2007 hi havia 259 habitatges, 184 eren l'habitatge principal de la família, 67 eren segones residències i 9 estaven desocupats. 255 eren cases i 1 era un apartament. Dels 184 habitatges principals, 158 estaven ocupats pels seus propietaris, 18 estaven llogats i ocupats pels llogaters i 7 estaven cedits a títol gratuït; 1 tenia una cambra, 7 en tenien dues, 31 en tenien tres, 53 en tenien quatre i 92 en tenien cinc o més. 149 habitatges disposaven pel capbaix d'una plaça de pàrquing. A 84 habitatges hi havia un automòbil i a 90 n'hi havia dos o més.

### Piràmide de població
La piràmide de població per edats i sexe el 2009 era:
| Homes | Edats   | Dones |
| ----- | ------- | ----- |
| 0     | 95 o +  | 0     |
| 0     | 90 a 94 | 0     |
| 0     | 85 a 89 | 4     |
| 4     | 80 a 84 | 8     |
| 12    | 75 a 79 | 4     |
| 8     | 70 a 74 | 8     |
| 4     | 65 a 69 | 12    |
| 8     | 60 a 64 | 8     |
| 16    | 55 a 59 | 20    |
| 16    | 50 a 54 | 4     |
| 16    | 45 a 49 | 24    |
| 8     | 40 a 44 | 24    |
| 24    | 35 a 39 | 12    |
| 28    | 30 a 34 | 12    |
| 12    | 25 a 29 | 16    |
| 24    | 20 a 24 | 8     |
| 12    | 15 a 19 | 8     |
| 16    | 10 a 14 | 24    |
| 12    | 5 a 9   | 20    |
| 16    | 0 a 4   | 8     |

## Economia
El 2007 la població en edat de treballar era de 335 persones, 243 eren actives i 92 eren inactives. De les 243 persones actives 219 estaven ocupades (122 homes i 97 dones) i 23 estaven aturades (11 homes i 12 dones). De les 92 persones inactives 29 estaven jubilades, 40 estaven estudiant i 23 estaven classificades com a «altres inactius».

### Ingressos
El 2009 a Crucey-Villages hi havia 183 unitats fiscals que integraven 482 persones, la mediana anual d'ingressos fiscals per persona era de 20.212,5 €.

### Activitats econòmiques
Dels 21 establiments que hi havia el 2007, 1 era d'una empresa extractiva, 8 d'empreses de construcció, 1 d'una empresa d'informació i comunicació, 1 d'una empresa financera, 2 d'empreses immobiliàries, 4 d'empreses de serveis i 4 d'empreses classificades com a «altres activitats de serveis».
Dels 9 establiments de servei als particulars que hi havia el 2009, 1 era un establiment de lloguer de cotxes, 1 paleta, 1 guixaire pintor, 3 lampisteries, 1 electricista, 1 perruqueria i 1 agència immobiliària.
L'any 2000 a Crucey-Villages hi havia 32 explotacions agrícoles que ocupaven un total de 3.640 hectàrees.

## Equipaments sanitaris i escolars
El 2009 hi havia una escola elemental.

## Poblacions més properes
El següent diagrama mostra les poblacions més properes.